# Johan Franz de Backer
Johan Franz de Backer (ur. ok. 1680, zm. 1750, Wrocław) – flamandzki malarz i grafik, przedstawiciel postrubensowskiego flamandzkiego baroku. 

## Życie i działalność artystyczna
Pochodził z Antwerpii. Nauki sztuki malarskiej pobierał u Andriesa van Hooff w Antwerpii w latach 1693–1694 oraz u niemiecko-angielskiego malarza Gottfrieda Knillera w Londynie. W pierwszej dekadzie XVIII wieku pracował jako malarz nadworny elektora Palatynatu Johanna Wilhelma w Düsseldorfie. Po jego śmierci w 1716 roku, wraz z wdową po elektorze Annie Ludovice de Medici, przeniósł się na dwór Cosimo III do Florencji. W 1723 przybył do Czech, gdzie pracował nad reorganizacją galerii obrazów w praskim pałacu Tscherninów na Hradczanach, i gdzie został jej inspektorem. Około 1724 roku, wraz z rodziną przeniósł się do Wrocławia, być może za sprawą młodszego brata palatyna Johanna Wilhelma, biskupa wrocławskiego Franza Ludwiga von Pfalz-Neuburga. Za wykonanie dwóch obrazów do kaplicy Elektorskiej w 1726 roku, otrzymał tytuł malarza nadwornego. W latach 1724–1726 pracował dla dominikanów. Z tego powodu mieszkał w ich parafii na Nowym Targu w domu Pod Trzema Podkowami. Około 1730 roku pracował dla hrabiego Franza II Kolowrata, dla którego malował portrety jego rodziny. W 1733 zmarła jego żona Anny Marii Magdaleny de Backer z domu Bischoff, która pochował w kościele św. Wojciecha. Artysta wzmiankowany jest we Wrocławiu po raz ostatni w 1749.

## Twórczość
W okresie służby u Palatynatu Johanna Wilhelma w Düsseldorfie, Backer malował portrety oraz w 1704 rok wykonał szereg sygnowanych rycin według prac Antona Schoonjansa. W 1721 roku wykonał autoportret, który został wystawiony w galerii portretowej artystów w Galerii Uffizi. W 1726 roku, na zamówienie kardynała Franza von Pfalz-Neuburga, namalował do kaplicy Elektorskiej dwa dużych rozmiarów płótna: Ofiara Melchzedecha i Ostatnia Wieczerza.
W kolejnych latach wykonał wiele obrazów o tematyce religijnej do kościołów, kaplic i klasztorów. Pracował dla księcia Johanna Wilhelma von der Pfalz, jego brata, biskupa wrocławskiego Franciszka Ludwika, przedstawicieli możnych czeskich (Tscherninowie, Liebsteinsky Kolowratowie) i śląskich (Kospothowie, Almesloe) rodów, wrocławskich dominikanów i premonstratensów, czy też opata klasztoru cystersów w Lubiążu, Ludwiga Baucha. Jego prace znajdowały się w wielu prywatnych kolekcjach; Carl Johann Emmerich von Berg był właścicielem ponad dwudziestu obrazów, rysunków i szkiców malarza.
Jego styl utrzymany był w charakterystycznej manierze z wyraźnym wpływam twórczości niderlandzkich artystów: Antona Schoonjansa, Hansa Witdoecka, a także Petera Paula Rubensa, i z elementami włoskiego dojrzałego baroku.
- Autoportret – 1721, Galeria Uffizi, Florencja
- Wskrzeszenie przez bł. Czesława zmarłego dziecka – 1725, dla kaplicy bł. Czesława; fundacja królewicza Konstantego Sobieskiego;
- Błogosławiony Czesław chrzci chana tatarskiego – 1726, dla kaplicy bł. Czesława; fundacja starosty generalnego Śląska Johanna Antona Schaffgotscha;
- Apoteoza bł. Czesława – 1725–1726 dekoracja freskowa sklepienia kopuły w kaplicy bł. Czesława;
- Portret Daniela Riemer von Riemberg – 1725
- Wniebowzięcie – 1727, obraz ołtarzowy dla kościoła parafialnego w Uciechowie k. Dzierżoniowa (obraz sygnowany F. de Backer pinxit Principis Palatini et Electoris Trevirensis Camerae pictor anno 1727)[5]
- Niepokalanie Poczęta, Wniebowzięcie NMP – 1727 prace powstały dla kościoła św. Maurycego we Wrocławiu i ufundowane były przez proboszcza Franza Dismasa Tichego;
- Ukrzyżowanie – 1727, dla ołtarza kaplicy zakonu krzyżowców we Freudenthal;
- Portret Franza Ludwiga – ok. 1727, dla zakonu krzyżowców we Freudenthal, obraz znajdował się w kapitularzu;
- Siedem scen z życia św. Norberta – seria obrazów wykonanych dla klasztoru Premonstratensów we Wrocławiu;
- Św. Anna Samotrzeć z Maria i Dzieciątkiem – 1730, ołtarz boczny, Opole, kościół katedralny pw. Świętego Krzyża;
- Znalezienie zwłok Henryka Pobożnego przez Św. Jadwigę – 1730, ołtarz główny w kościele Benedyktynów w Legnickim Polu, kościół parafialny pw. św. Jadwigi;
- Portret Marii Joanny Liebsteinsky – 1730 Rychnov nad Kněžnou, pałac;
- Portret Franza II Liebsteinsky’ego – około 1730 Rychnov nad Kněžnou, pałac;
- Portret nieznanego szlachcica – około 1730 Rychnov nad Kněžnou, pałac;
- Święta Anna ze św. Joachimem nauczająca Marię – 1722–1724 Sobotka, zamek Humprecht;
- Św. Maurycy – 1727 Wrocław, Muzeum Archidiecezjalne;
- Apostoł – ok.1727, 72 × 54,5 cm, Muzeum Narodowe we Wrocławiu;
- Ofiara Melchizedeka – 1725, kaplica Elektorska Wrocław, kościół katedralny pw. św. Jana Chrzciciela;
- Ostatnia Wieczerza – 1725, kaplica Elektorska Wrocław, kościół katedralny pw. św. Jana Chrzciciela;
- Św. Anna nauczająca Marię – około 1730 Wrocław, kościół parafialny pw. Bożego Ciała;
- dekoracja freskowa wnętrza refektarza – po 1725 Wrocław, klasztor Dominikanów.